# Židovići
Židovići este un oraș din comuna Pljevlja, Muntenegru. Conform datelor de la recensământul din 2003, orașul are 653 de locuitori (la recensământul din 1991 erau 631 de locuitori).

## Demografie
În orașul Židovići locuiesc 490 de persoane adulte, iar vârsta medie a populației este de 34,5 de ani (32,9 la bărbați și 36,1 la femei). În localitate sunt 180 de gospodării, iar numărul mediu de membri în gospodărie este de 3,63.
Această localitate este populată majoritar de sârbi (conform recensământului din 2003).
|  |

| Demografie | Demografie | Demografie |
| An         | Locuitori  | Locuitori  |
| ---------- | ---------- | ---------- |
|            |            |            |
|            |            |            |
|            |            |            |
|            |            |            |
| 1948       | 245        |            |
| 1953       | 231        |            |
| 1961       | 245        |            |
| 1971       | 243        |            |
| 1981       | 392        |            |
| 1991       | 631        | 629        |
| 2003       | 661        | 653        |

| \| Componența etnică conform recensământului din 2003[2] \| Componența etnică conform recensământului din 2003[2] \| Componența etnică conform recensământului din 2003[2] \| Componența etnică conform recensământului din 2003[2] \| Componența etnică conform recensământului din 2003[2] \| \| ----------------------------------------------------- \| ----------------------------------------------------- \| ----------------------------------------------------- \| ----------------------------------------------------- \| ----------------------------------------------------- \| \| \| \| \| \| \| \| Sârbi \| Sârbi \| \| 538 \| 82,38% \| \| Muntenegreni \| Muntenegreni \| \| 82 \| 12,55% \| \| Croați \| Croați \| \| 1 \| 0,15% \| \| necunoscută \| necunoscută \| \| 9 \| 1,37% \| |              |  |     |        |
| Componența etnică conform recensământului din 2003 |              |  |     |        |
| |              |  |     |        |
| Sârbi | Sârbi        |  | 538 | 82,38% |
| Muntenegreni | Muntenegreni |  | 82  | 12,55% |
| Croați | Croați       |  | 1   | 0,15%  |
| necunoscută | necunoscută  |  | 9   | 1,37%  |